# Flobart

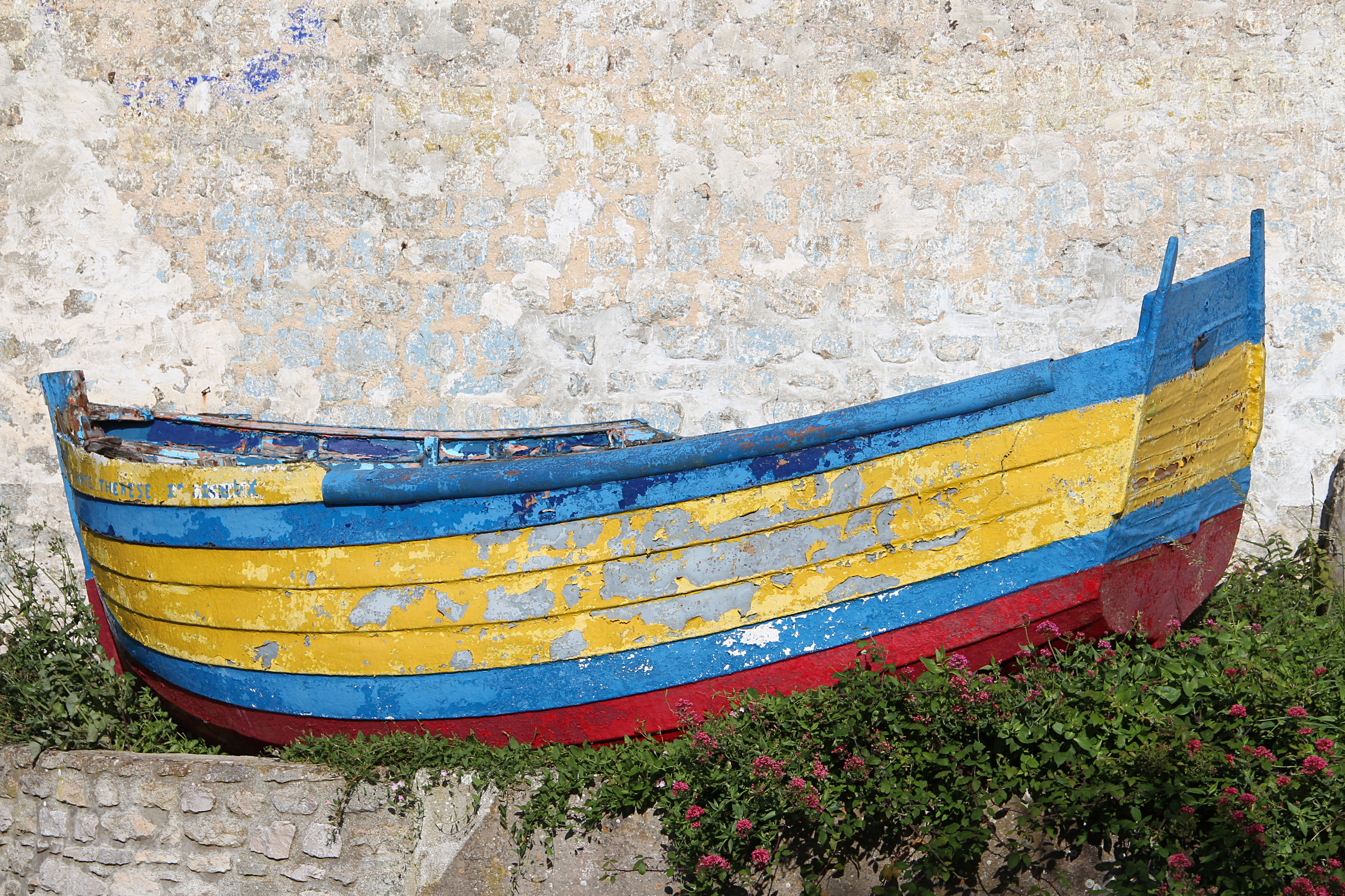
Flobart

Flobart är en typ av båt som framförallt existerar på den franska kusten Cote d'Opale och som används för fiske i Engelska kanalen. I byarna Wissant och Audresselles är det lätt att finna exemplar som fortfarande används för fiske.